# Municipio de Jefferson (condado de Madison, Ohio)
El municipio de Jefferson (en inglés: Jefferson Township) es un municipio ubicado en el condado de Madison en el estado estadounidense de Ohio. En el año 2010 tenía una población de 7140 habitantes y una densidad poblacional de 65 personas por km².

## Geografía
El municipio de Jefferson se encuentra ubicado en las coordenadas 39°57′21″N 83°18′58″O / 39.95583, -83.31611. Según la Oficina del Censo de los Estados Unidos, el municipio tiene una superficie total de 109.85 km², de la cual 109.75 km² corresponden a tierra firme y (0.09%) 0.1 km² es agua.

## Demografía
Según el censo de 2010, había 7140 personas residiendo en el municipio de Jefferson. La densidad de población era de 65 hab./km². De los 7140 habitantes, el municipio de Jefferson estaba compuesto por el 97.73% blancos, el 0.39% eran afroamericanos, el 0.14% eran amerindios, el 0.32% eran asiáticos, el 0.06% eran isleños del Pacífico, el 0.15% eran de otras razas y el 1.2% pertenecían a dos o más razas. Del total de la población el 0.94% eran hispanos o latinos de cualquier raza.